# Lijst van burgemeesters van Woensdrecht
Dit is een lijst van burgemeesters van de Nederlandse gemeente Woensdrecht in de provincie Noord-Brabant.
| Ambtsperiode             | Naam burgemeester                                                                                 | Partij of stroming | Bijzonderheden |
| ------------------------ | ------------------------------------------------------------------------------------------------- | ------------------ | -------------- |
| 18?? - 1838?             | Cornelis van de Moer                                                                              |                    |                |
| 1838 - 1852              | Benedictus Couwenberg                                                                             |                    |                |
| 1852 - 1888              | G. Moors                                                                                          |                    |                |
| 1888 - 1917              | E.M.G. Moors                                                                                      |                    |                |
| 1917 - 1935              | J.J.M. Rubert                                                                                     | RKSP               |                |
| 1936 - 1944              | A.A.B. van der Meulen                                                                             |                    |                |
| 1946 - 1955              | Louis (L.A.J.) Mazairac                                                                           |                    |                |
| 1955 - 1967              | Leonard (L.J.) Hermans                                                                            | KVP                |                |
| 1967 - 1992              | Jan (J.M.) de Leeuw (in 1984 was Abraham (A.A.J.) Goldberg enige maanden waarnemend burgemeester) | KVP / CDA          |                |
| 1992                     | Peter (P.M.M.) de Jonge                                                                           | PvdA               | waarnemend     |
| 1992 - 2001              | Herman (H.W.M.) Klitsie                                                                           | PvdA               |                |
| 2002                     | Cor (C.) Bosman                                                                                   | ABZ                | waarnemend     |
| 2002 - 30 september 2013 | Marcel (M.A.) Fränzel                                                                             | D66                |                |
| 1 oktober 2013 - heden   | Steven (J.J.C.) Adriaansen                                                                        | VVD                |                |